# Ensayos poéticos en dialecto berciano

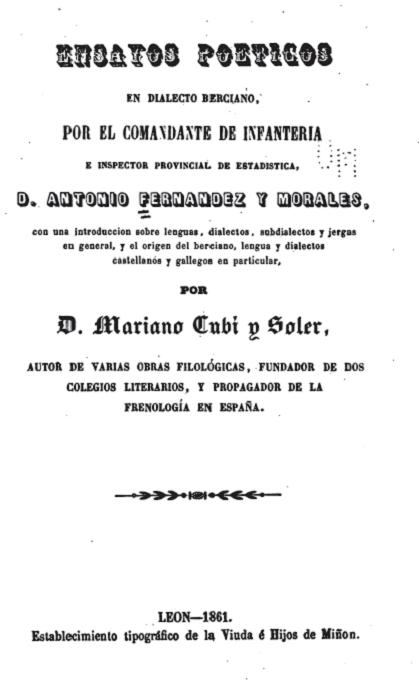
Portada del libro (edición de 1861).

Ensayos poéticos en dialecto berciano (o Ensaios poéticos en dialecto berciano en otras versiones) es libro publicado en 1861, obra de Antonio Fernández y Morales, escrito en su mayor parte, en dialecto berciano.
Se le considera a este libro como el segundo libro en gallego durante el Rexurdimento, después de «A Gaita Gallega», de Xoán Manuel Pintos, este libro está escrito en berciano, considerado para el autor como forma dialectal berciana del idioma gallego. ("Entre el gallego i su dialecto berciano", "El Berciano es un sub-dialecto gallego", "si bien el berciano es un subdialecto gallego"...)
Cuenta con una introducción sobre lenguas, dialectos, subdialectos y jergas en general, y el origen del dialecto berciano, lengua y dialectos castellanos y gallegos en particular y prologado por Mariano Cubí y Soler (autor de varias obras filológicas). Se compone de 8.000 versos distribuidos en 15 poemas en gallego y uno bilingüe castellano-dialecto berciano, incluida una Octava de Pascual Fernández Baeza, un soneto de Mateo Garza, una Octava de Deogracias L. Villalibre al autor, una composición de José de Estrañi al autor y un catálogo de voces del dialecto berciano.